# Lion Country Safari
| Lion Country Safari |                             |
|                     |                             |
| Ort                 | Loxahatchee Groves, Florida |
| Eröffnung           | 1967                        |
| Fläche              | ca. 130 Hektar              |

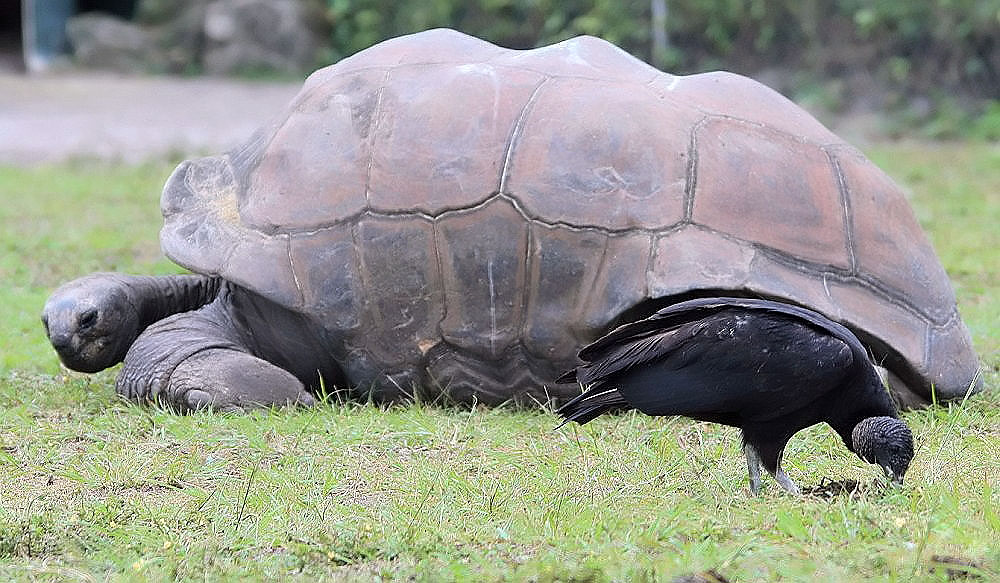
Aldabra-Riesenschildkröte (Aldabrachelys gigantean) mit Rabengeier (Coragyps atratus)

Die Lion Country Safari ist ein zooähnlicher Safaripark, in dem Besucher vom Fahrzeug aus Wildtiere beobachten können. Der Safaripark befindet sich in der Nähe von Loxahatchee Groves im Palm Beach County im US-Bundesstaat Florida. Die nächstgelegene größere Stadt in einer Entfernung von rund 30 Kilometern in östlicher Richtung ist West Palm Beach. Die Lion Country Safari ist bei der Association of Zoos and Aquariums (AZA) akkreditiert.

## Geschichte
Die Lion Country Safari wurde im Sommer 1967 in einem parkartigen Gebiet im Westen des Palm Beach County mit Dutzenden von frei gehaltenen Löwen (Panthera leo) und einigen anderen Tierarten eröffnet. Es handelte sich dabei um den ersten käfigfreien Zoo in den Vereinigten Staaten. Die Anlage im Palm Beach County in Südflorida erwies sich aufgrund des ganzjährig tropischen Klimas, einer wachsenden Bevölkerung und Touristen, die aus aller Welt die Gegend besuchen, als idealer Standort.
2012 gab es auf dem Parkgelände einige Überschwemmungen, die durch Hurrikan Isaac verursacht wurden. Die Tiere nahmen keinen Schaden, es wurden während des Tropensturms sogar einige Antilopen geboren.

## Anlagenkonzept
Das Safari-Gelände ist in mehrere Bereiche unterteilt. Der Hauptweg durch die Lion Country Safari ist ein ca. 6,5 Kilometer langer Drive-through-Weg, auf dem die Besucher mit ihren eigenen Fahrzeugen fahren und Tiere beobachten können. Türen und Fenster dürfen nicht geöffnet werden, Cabriolets sind nicht zugelassen. Die Besucher fahren in ihrem eigenen Tempo und können zusätzliche Informationen über Audioanlagen oder Compact Discs erhalten. Die meisten Tiere bewegen sich frei auf dem Gelände und überqueren zuweilen die Straße vor den Fahrzeugen. Einige wenige Arten, beispielsweise Löwen oder Schimpansen (Pan), sind hinter Zäunen oder Wassergräben von den Besuchern getrennt.
Auf dem Gelände befindet sich auch ein großer Vergnügungspark. Zu den Vergnügungseinrichtungen zählen Karussells, Schmalspurbahn, Wildwasserbahn, Bootsfahrten und Wasserspiele sowie eine Sommerrodelbahn und ein Irrgarten. Außerdem gibt es einen Streichelzoo, Kinderspielplätze, Schaubuden, Schnellrestaurants, Picknickflächen, Souvenirläden, Verkaufsstände, einen Campingplatz und eine Minigolfanlage.

## Tierbestand
Die Tierwelt der Lion Country Safari konzentriert sich auf die afrikanische Fauna. Es werden in erster Linie Steppenbewohner gehalten, beispielsweise Giraffen (Giraffa), Zebras (Hippotigris), Breitmaulnashörner (Ceratotherium simum), Strauße (Struthio) sowie verschiedene Antilopen- und Gazellenarten. Zusammen mit den Arten aus anderen Kontinenten leben im Park rund 900 Tiere.

## Arterhaltungsprogramme
Das Lion Country Safari Conservation Committee (LCSCC) wurde 2015 gegründet und sieht seine Aufgaben darin, durch Öffentlichkeitsarbeit, Informationsveranstaltungen, Marketing und Bildungseinrichtungen für den Naturschutz zu werben. Einzelne Arterhaltungsprogramme werden mit Hilfe von Spendengeldern unterstützt. Lion Country Safari arbeitet eng mit der Association of Zoos and Aquariums zusammen, um Tiere vor dem Aussterben zu bewahren, und beteiligt sich an vielen Erhaltungs- und Zuchtprogrammen für bedrohte Arten. Beispielsweise wird das Tonkolili Chimpanzee Project, eine 2012 gegründete Naturschutzinitiative aus Sierra Leone zum Schutz der Schimpansen, maßgeblich unterstützt. An lokalen Projekten sind Schutzmaßnahmen für die Purpurschwalbe (Progne subis), die Brautente (Aix sponsa) und verschiedene Fledermausarten (Microchiroptera) zu nennen, für die geeignete künstliche Nistmöglichkeiten geschaffen werden, da die ursprünglichen durch Urbanisierung verloren gegangen sind. Es erfolgen auch Beiträge zum Feldschutz, zur tierärztlichen Versorgung sowie der Erforschung von Wildtierkrankheiten. Lion Country Safari ist an insgesamt 35 verschiedenen Arterhaltungsprogrammen beteiligt (Stand 2022).

## Besuchs- und Bildungsprogramme
Die Lion Country Safari hat sich mit dem Schulbezirk von Palm Beach County zusammengetan, um Kindern und deren Eltern ein Programm zum Lernen und Erkunden naturkundlicher Themen zu vermitteln.
Für Studenten werden Kurse zur klinischen Behandlung kranker Tiere sowie über die Aufgaben eines Tierpflegers abgehalten. Die teilnehmenden Studenten sind dabei an allen Aspekten des Veterinärprogramms des Safariparks beteiligt. Zu den Unterrichtsschwerpunkten zählen die Versorgung und Behandlung der Tiere, Reinigung von Anlagen sowie die Unterstützung bei der Erstellung medizinischer Unterlagen für Diagnosetechniken, Radiologie und Autopsie.

## Galerie
Wie aus der folgenden Bildreihe ersichtlich, ist die Lion Country Safari auf die Haltung teilweise größerer Gruppen von Antilopen spezialisiert:

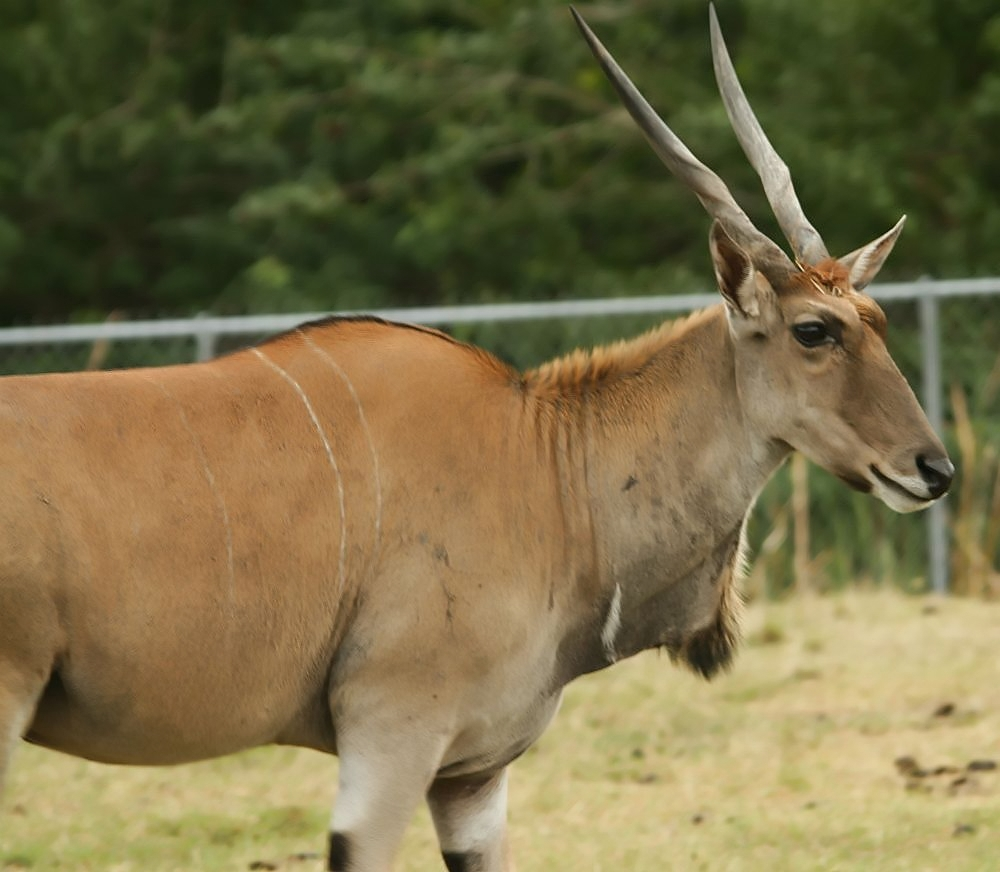
Elenantilope (Taurotragus oryx)
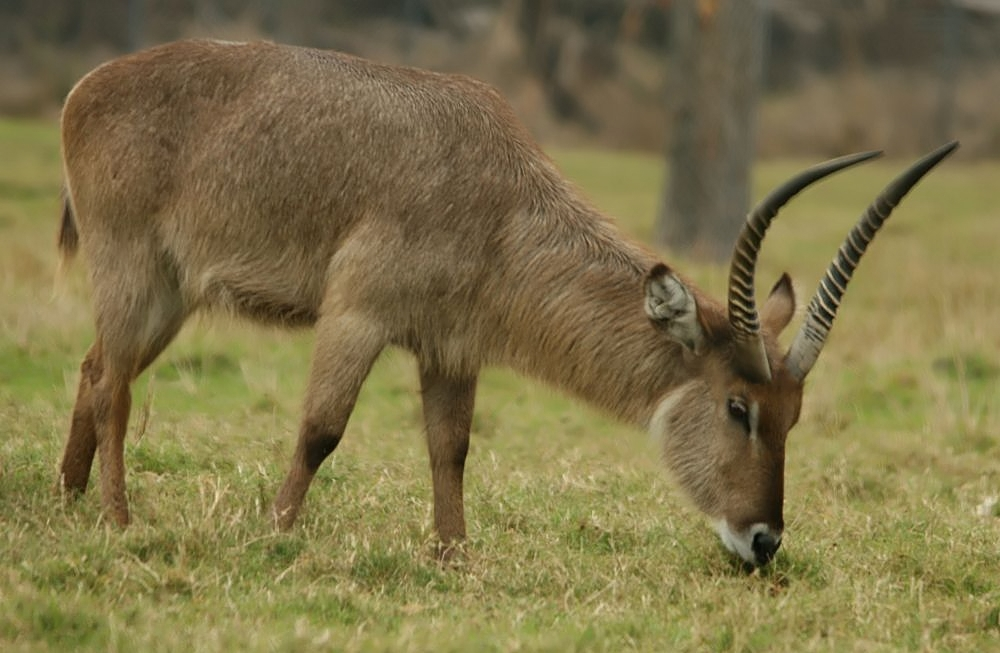
Ellipsen-Wasserbock (Kobus ellipsiprymnus)
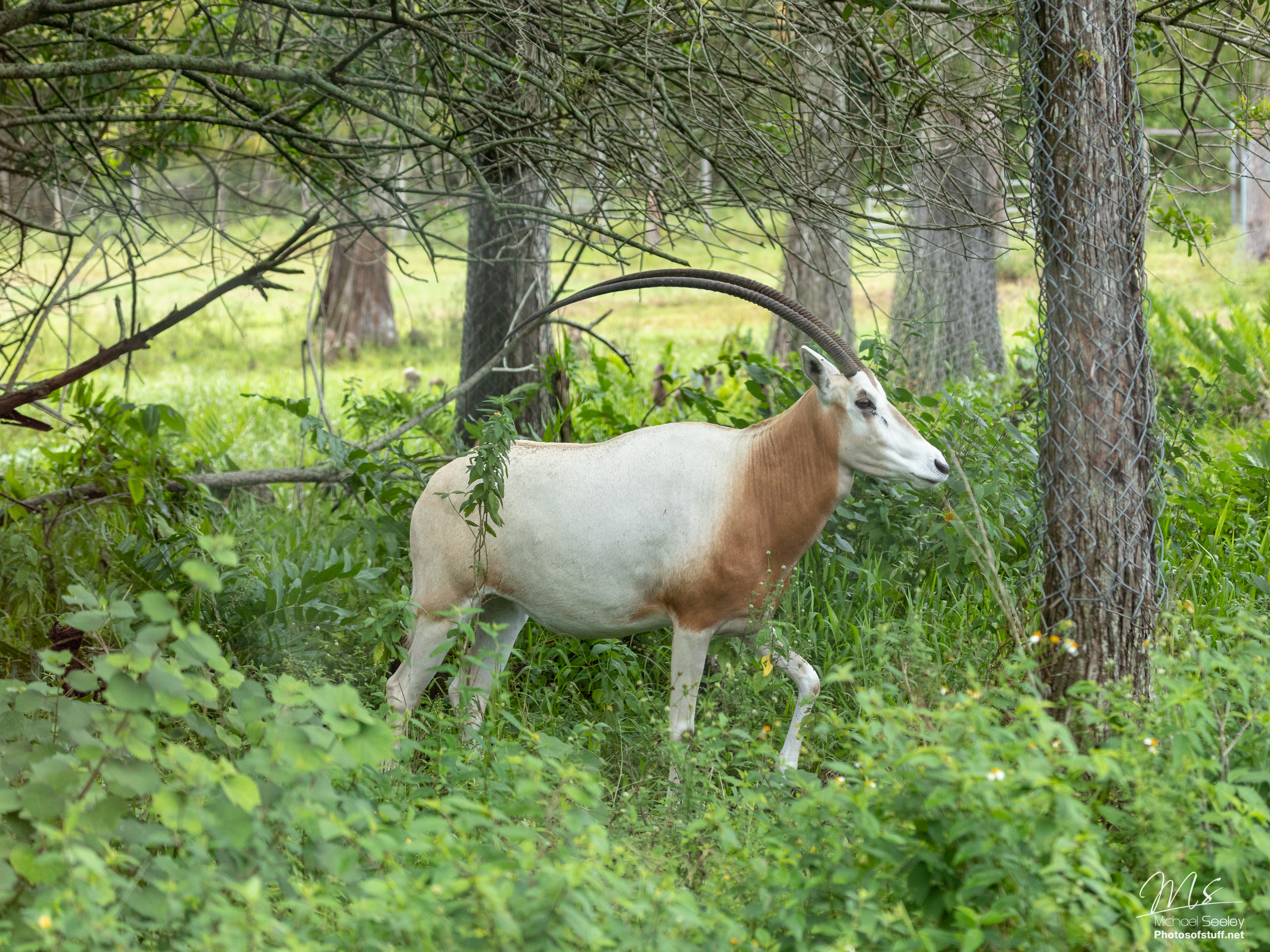
Säbelantilope (Oryx dammah)
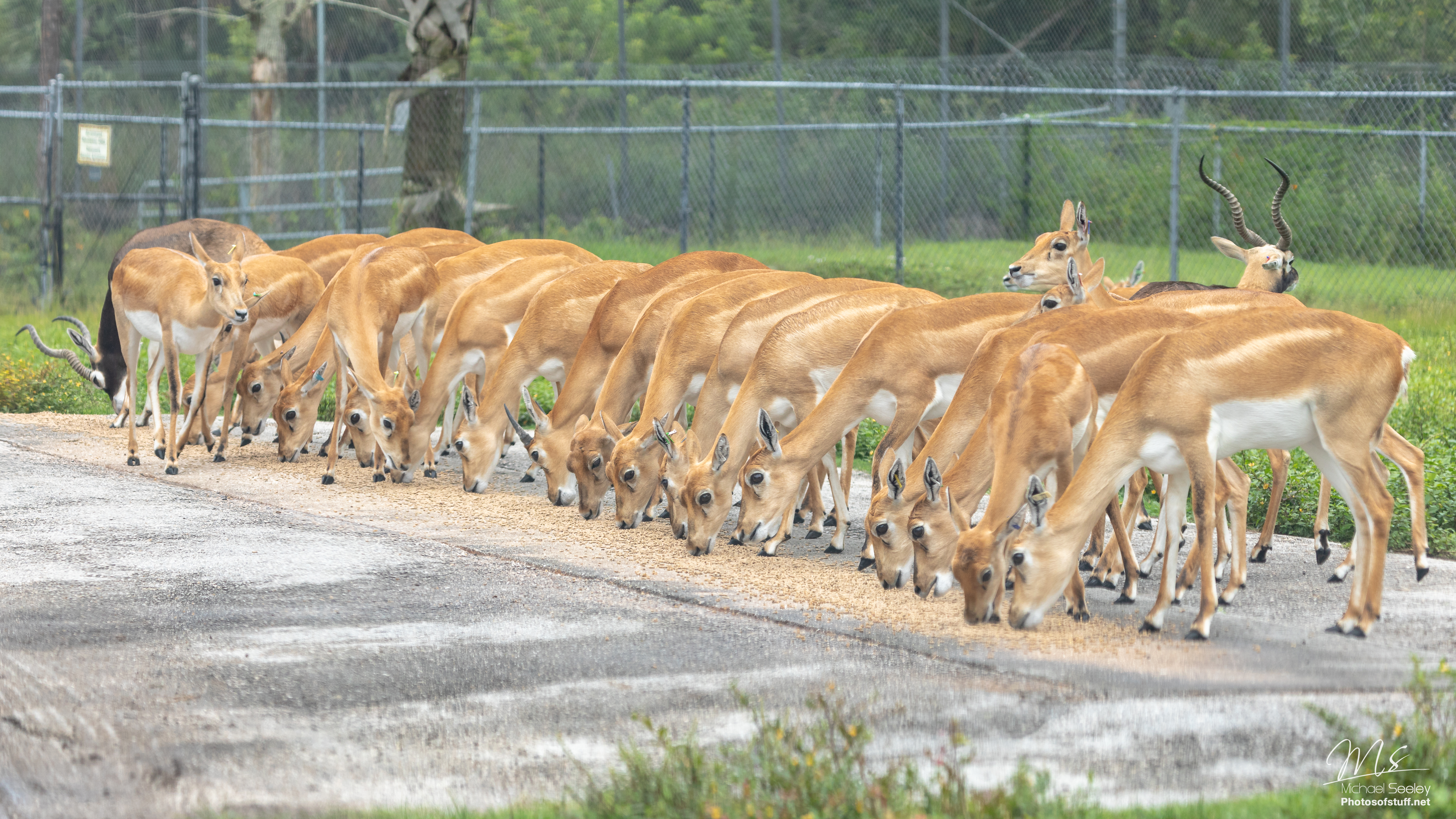
Hirschziegenantilopen, überwiegend Weibchen bei der Fütterung
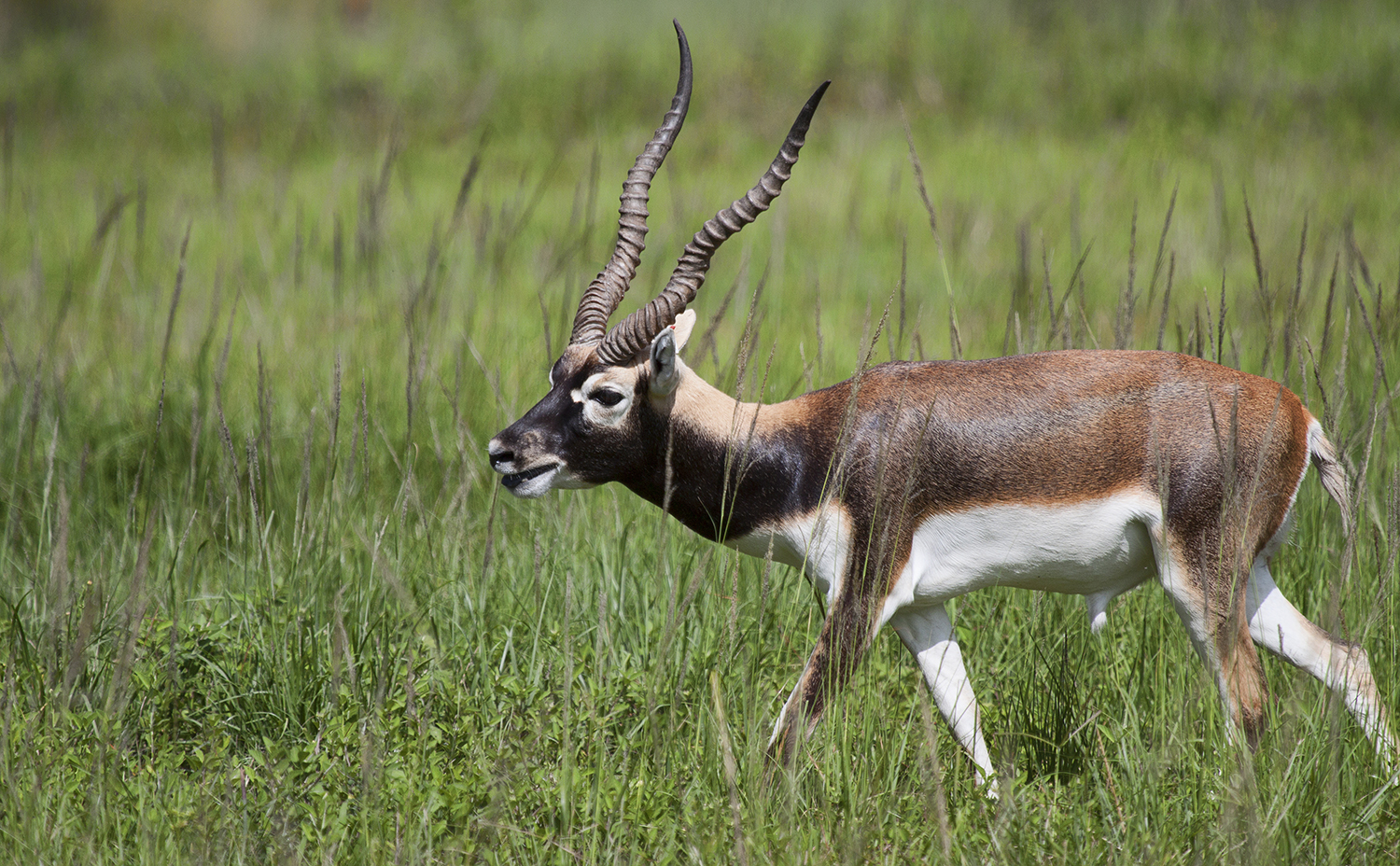
Hirschziegenantilope (Antilope cervicapra), Männchen
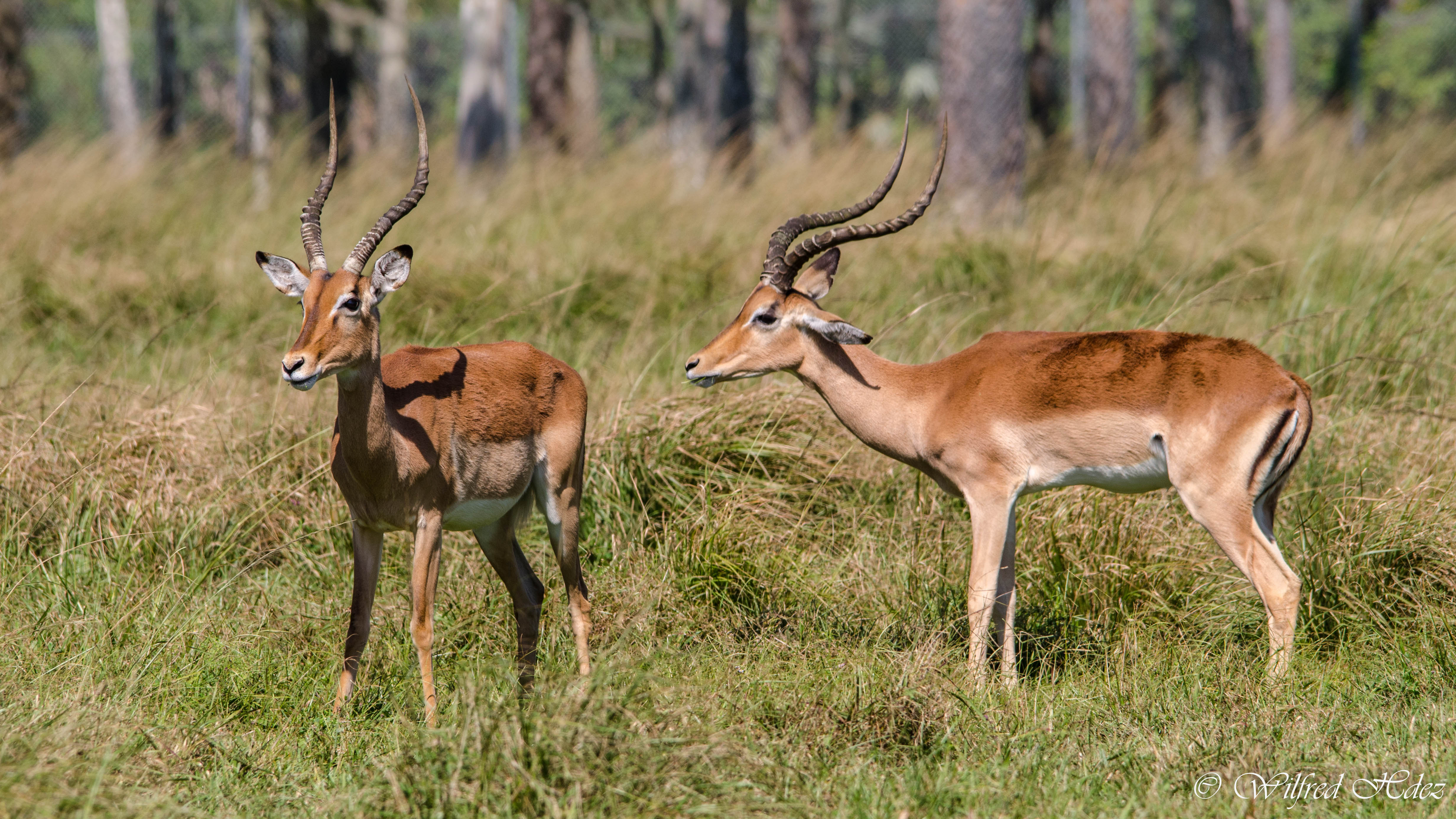
Schwarzfersenantilopen (Aepyceros melampus)
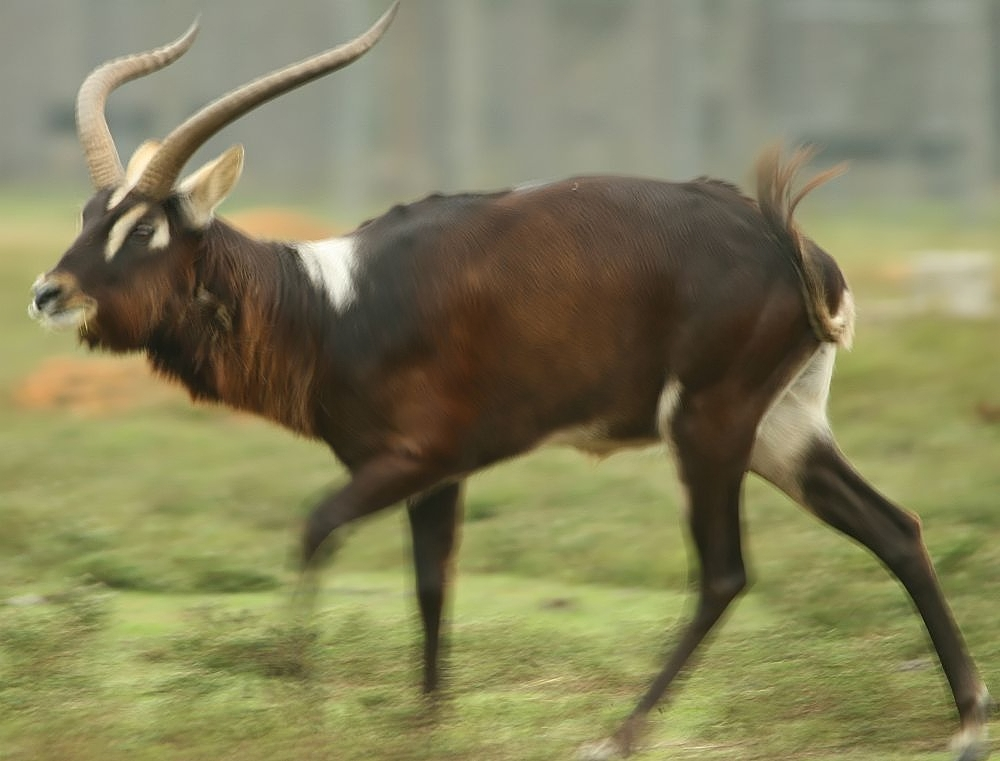
Weißnacken-Moorantilope (Kobus megaceros)
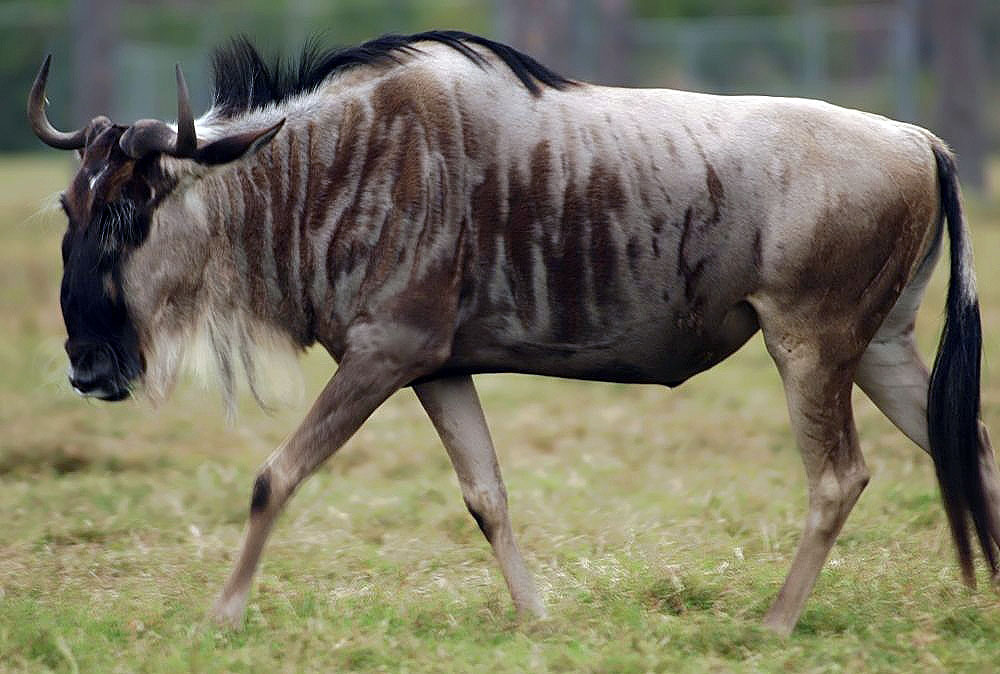
Streifengnu (Connochaetes taurinus)
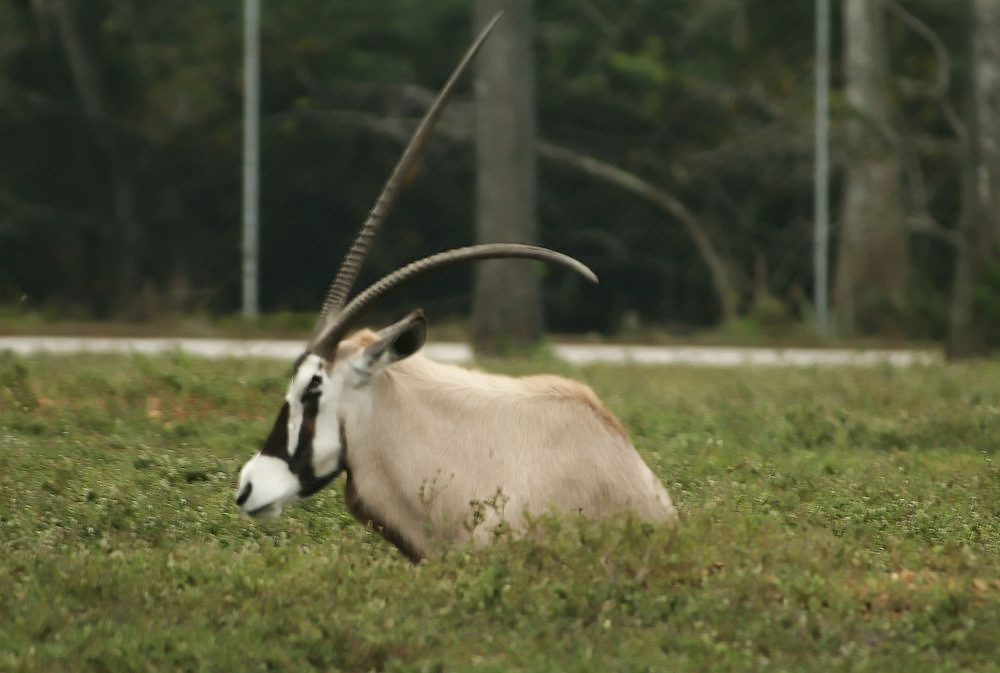
Spießbock (Oryx gazella)